# منوتشهري (أختاتشي محالي)
منوتشهري (بالفارسية: منوچهری) هي قرية تقع في إيران في أذربيجان الغربية. يقدر عدد سكانها بـ 60 نسمة بحسب إحصاء 2016.